# عمرو بن جعدة الخزاعي
عمرو بن جعدة بن فهد بن عبد الله الخزاعي،
شاعر جاهلي. قاد خزاعة في يوم حشاش ضد هذيل وأنهزم فيها.

## ترجمته
لم نعثر على مصادر تناولت سيرته بشكل واسع، ولكن جاءت نتف من ترجمته في كتاب: من اسمه عمرو من الشعراء. وعثرنا على نتف أخرى من اشعاره في مصادر أخرى والتي ذكرت لنا ان اسمه هو عمير بن الجعد بن القهد الخزاعي كما ورد ذلك في كتاب: معجم ما استعجم، وفي كتاب: معجم البلدان. اما المرتضى الزبيدي صاحب تاج العروس من جواهر القاموس فأسماه عمر حيث قال انه أنشد عمر بن الجعد الخزاعي:

## اخباره
ذكره ياقوت الحموي في كتابه معجم البلدان في مادة: الحُشاش، قال: خرج عمير بن الجعد بن القهد الخزاعي من ذي غلائل بمائة من بني كعب بن عمرو حتى صبّحوا بني لحيان بالحشاش، يوم حشاش، فوجدوهم غير غافلين، فقتلتهم بنو لحيان ولم ينج منهم غير عمير بن الجعد فقال:
ثم ذكره الحموي مرة أخرى في مادة: نَقرى، فقال: نقرى: بالقصر، كأنه يراد به الموضع المنقور أي المحفور: وهو اسم حره بالحجاز في بلاد بني لحيان بن هذيل بن مدركة، قال عُمير بن الجعد القهدي ثم الخزاعي في يوم حُشاش:
أي كأن نبالهم مطر الخريف.

## يوم حشاش
حشاش من منازل بني لحيان، في هذا اليوم هزمت خزاعة أمام بني لحيان، بعد ان خرج عمير بن جعدة الخزاعي من غلائل بمئة رجل من بني كعب لقتال بني لحيان في حشاش، وصف عمير بن جعدة قوة بني لحيان، بعد ان نجا من الموت قائلاً، وهو يخاطب زوجه بعد ان لامته حين فر من أرض المعركة:
كما ذكره ابن الجراح في كتابه المسمى: من اسمه عمرو من الشعراء، فقال: عمرو بن جعدة بن فهد بن عبد الله الخزاعي، القائل:
وكذلك ذكره أبو عبد الله البكري الأندلسي في كتابه:معجم ما استعجم، فقال: قال عمير بن الجعد: